# Mikołaj Tabeński
Mikołaj Tabeński herbu Dąbrowa – sędzia ziemski brzeskolitewski w 1649 roku, podsędek brzeskolitewski w latach 1646–1648, pisarz ziemski brzeskolitewski w latach 1644–1646, podstarości brzeskolitewski w latach 1638–1644, podstoli brzeskolitewski w latach 1638–1644, pisarz grodzki brzeskolitewski w latach 1629–1636.
W 1648 roku jako poseł na sejm elekcyjny 1648 roku z województwa brzeskolitewskiego był elektorem Jana II Kazimierza Wazy z województwa brzeskolitewskiego.